# Rajasthan Royals
Rajasthan Royals é um clube de críquete da Índia. Sua sede fica na cidade de Jaipur. A equipe disputa a Indian Premier League. Seu estádio é o Sawai Mansingh e tem capacidade para 23.185  espectadores.